# Vangelis

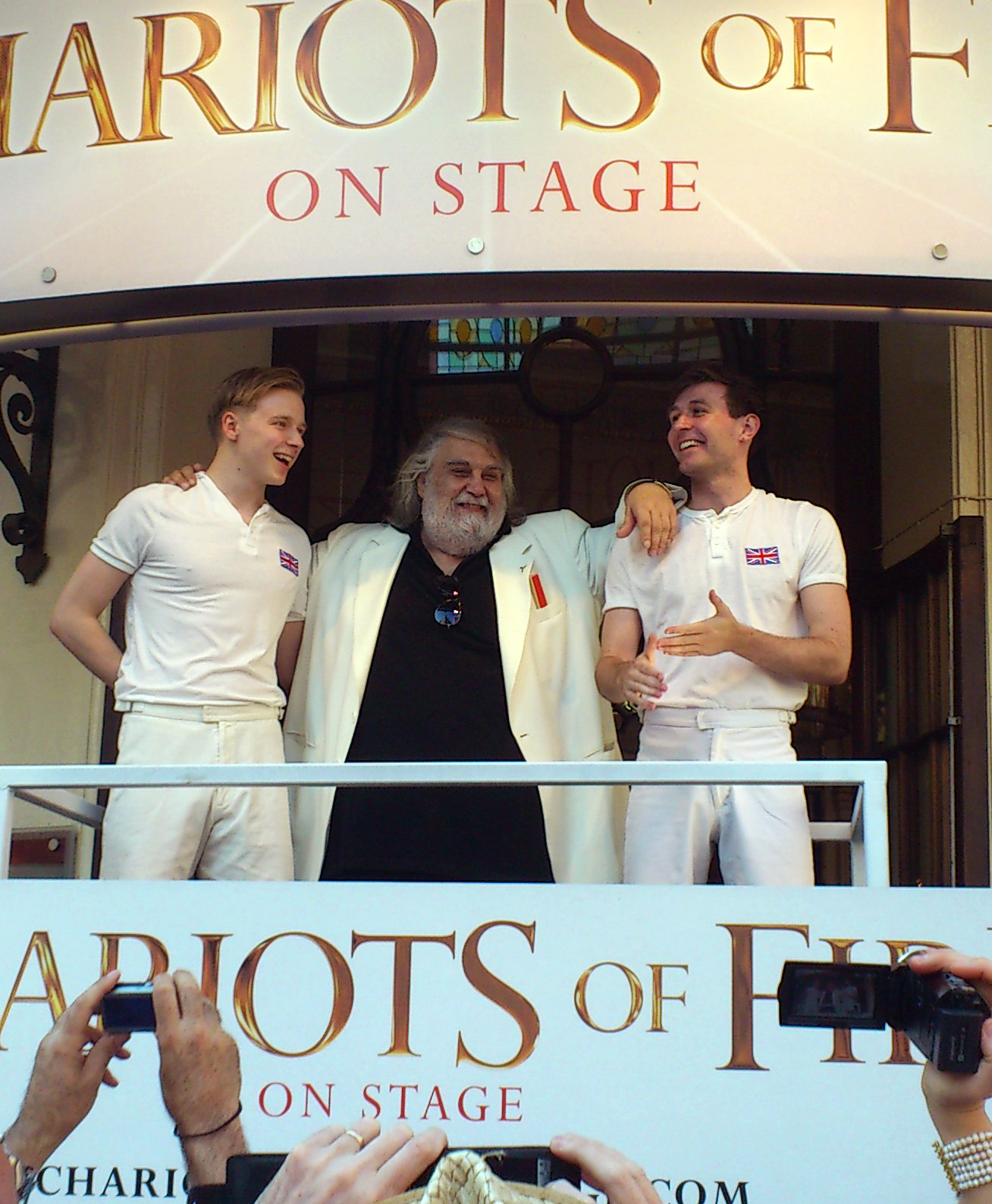
Vangelis in Londen, 2012

Vangelis (Grieks: Βαγγέλης), pseudoniem van Evanghelos Odysseas Papathanasiou (Grieks: Ευάγγελος Οδυσσέας Παπαθανασίου), (Agria, 29 maart 1943 – Parijs, 17 mei 2022) was een Grieks componist, muzikant en multi-instrumentalist die veelal gebruikmaakte van synthesizer, piano, keyboards en andere elektronische instrumenten. Hij was vooral bekend van de filmmuziek voor Chariots of Fire uit 1981 (waarvoor hij een Oscar won) en Blade Runner uit 1982, de nummer 1-hit Conquest of Paradise uit de film 1492: Conquest of Paradise (1992) en het thema voor het Wereldkampioenschap voetbal 2002.
Hoewel hij wel de Godfather van new age-muziek werd genoemd, zag hij new age zelf als een stijl die de deur opengezet heeft voor ongetalenteerde musici om erg saaie muziek te maken.

## Biografie
Vangelis werd geboren bij Volos in Griekenland. Als vierjarig kind gaf hij zijn eerste concert voor ongeveer 2000 luisteraars. Hij was grotendeels een autodidact: hij heeft bijvoorbeeld nooit muziekles gehad en was nauwelijks in staat bladmuziek te lezen of te schrijven.
Midden jaren 60 formeerde hij de groep Forminx, die in Griekenland heel populair werd. Vangelis richtte de progressieve rockgroep Papathanassiou Set op, later Aphrodite's Child genaamd, met onder meer Demis Roussos. In Europa scoorde de groep vele hits, waaronder Rain and Tears. In 1972 ging Aphrodite's Child uit elkaar, nog voor de verschijning van hun laatste lp, 666.
Tijdens de Aphrodite's Childperiode begon Vangelis in 1970 aan een solocarrière. In dat jaar maakte hij de filmmuziek voor Franse films. Zijn eerste echte soloalbum, Earth, kwam in 1973 uit. In 1974 werd Vangelis gevraagd om Rick Wakeman te vervangen bij de groep Yes. Na enkele weken oefenen, bleken de muzikale ideeën te ver uit elkaar te liggen om tot samenwerking te komen en werd Wakeman vervangen door de Zwitserse toetsenist Patrick Moraz. Wel heeft Vangelis later regelmatig samengewerkt met de zanger van Yes, Jon Anderson (samen maakten ze diverse albums onder de naam Jon & Vangelis). In 1974 vertrok Vangelis naar Londen. Hij tekende een contract bij RCA Records en begon zijn eigen studio, Nemo Studio genaamd. Albums uit deze periode waren Heaven and Hell, Beaubourg, Spiral en Albedo 0.39.
Eind jaren 70 stapte Vangelis over van het RCA-label naar Polydor (thans Universal Music). Onder dit label ontstonden de eerste album met Jon Anderson "Short Stories" in 1980  en zijn populairste album "Chariots of Fire".
In 1982 kreeg hij de Oscar voor beste originele muziek voor zijn werk voor Chariots of Fire. Het themanummer van deze film kwam, na een jaar in de Amerikaanse Billboardhitlijst te hebben gestaan, op nummer 1.
In 1983 werd hij genomineerd voor een Golden Globe in de categorie Best Original Score - Motion Picture voor de muziek van de film Blade Runner.
In 1995 scoorde Vangelis in Europa een grote hit met Conquest of Paradise. Het lied, dat al uit 1992 stamde, beleefde een plotselinge hype en verkocht alleen in Nederland al 100.000 exemplaren. Het is een van de grootste hits aller tijden.
Vangelis legde zich in deze periode voornamelijk toe op het componeren van filmmuziek. Zijn muziek voor Blade Runner van Ridley Scott, Missing van Costa-Gavras, Bitter Moon van Roman Polański en films voor de Franse documentairemaker Frédéric Rossif zijn hiervan voorbeelden. Soloprojecten in deze periode waren de albums Invisible Connections, Mask, The City en Direct. In 2004 schreef hij de muziek voor Alexander van Oliver Stone, deze muziek is in dat jaar ook op cd verschenen. Zijn laatste projecten waren de compositie en uitvoering van de muziek in de film El Greco (overigens niet te verwarren met zijn gelijknamige studioalbum uit 1998) en medewerking aan de soundtrack voor de Poolse documentaire over paus Johannes Paulus II, Świadectwo. Ook maakte hij samen met de Nederlandse astronaut André Kuipers de film Beyond, ode to the earth die in oktober 2024 in de bioscoop kwam. Zijn muziek werd in deze film gebruikt als soundtrack.

### Overlijden
Vangelis kampte de laatste jaren met verschillende gezondheidsproblemen en stierf op 17 mei 2022 op 79-jarige leeftijd in een ziekenhuis in Parijs aan hartfalen. Hij werd gecremeerd en zijn urn werd begraven op de begraafplaats Père-Lachaise in Parijs.

## Samenwerkingsvormen
Vrijwel de belangrijkste artistieke samenwerking die Vangelis als soloartiest aanging, was die met Yes-zanger Jon Anderson. Dat resulteerde aan het begin van de jaren 80 van de twintigste eeuw in de hitsingles I Hear You Now van het album Short Stories. De hit I'll Find My Way Home komt van het album The Friends of Mr. Cairo, waarop ook de track State of Independence is terug te vinden, dat later in de Nederlandse Top 40 een nummer 1-hit werd voor Donna Summer. In de Nationale Hitparade kwam hij tot nummer 3. In 1992 verscheen er een derde versie, weliswaar met een andere titel: Spiritual High (State of Independence). Op de single van Moodswings zong Chrissie Hynde van de Pretenders de solopartij.
Voor het in 1973 verschenen album Si Melina....m'était contée van zijn landgenoot Melina Mercouri schreef Vangelis de muziek van drie nummers. Je te dirais les mots, Où que me port mon voyage, la Grèce me blesse, en Athènes, ma ville (Athina) zijn van zijn hand.
In 1978 en 1986 kwamen respectievelijk Odes en Rapsodies uit, twee platen die Vangelis maakte in samenwerking met de Griekse actrice Irene Papas. Hierop staan traditionele Griekse liederen gezongen door Irene Papas, waar Vangelis het arrangement voor gemaakt en gespeeld heeft.
Resultaat van de samenwerking met de uit België afkomstige artiest Michel Huygen (schuilnaam: Neuronium) was te horen op het album In London van Neuronium. De in 1992 verschenen plaat bevat een opname daterend uit 1982. De opname is de registratie van een improvisatie van beide muzikanten tijdens het Spaanse tv-programma Musical Express.

## Discografie

### Studioalbums

#### Als Vangelis Papathanassiou
- Fais que ton rêve soit plus long que la nuit (1972)
- Earth (1973)

#### Als Vangelis
- Heaven and Hell (1975)
- Albedo 0.39 (1976)
- Spiral (1977)
- Beaubourg (1978)
- China (1979)
- See You Later (1980)
- Soil Festivities (1984)
- Mask (1985)
- Invisible Connections (1985)
- Direct (1988)
- The City (1990)
- Voices (1995)
- Oceanic (1996)
- El Greco (1998)
- Mythodea (2001)
- Rosetta (2016)
- Juno to Jupiter (2021)

### Soundtracks
- Sex Power (1970)
- L'Apocalypse des animaux (1973)
- Crime and Passion / Ace Up My Sleeve (1974)
- Entends-tu les chiens aboyer? (1975) (later Ignacio)
- La fête sauvage (1975)
- Opera Sauvage (1979)
- Chariots of Fire (1981)
- Blade Runner (1982)
- Picasso (1982)
- Antarctica (1983)
- The Bounty (1984)
- Francesco (1989)
- De Nuremberg à Nuremberg (1990)
- 1492: Conquest of Paradise (1992)
- Bitter Moon (1992)
- The Plague (1992)
- Los Angeles, November 2019 (1994)
- Cavafis (1996)
- Alexander (2004)
- Stranger Than Fiction (2006)
- El Greco: Original Motion Picture Soundtrack (2007)
- Blade Runner Trilogy (2007)
- Świadectwo (2008)
- Chariots of Fire: The Play (Music from the Stage Show) (2012)

### Niet geautoriseerde uitgaven
- The Dragon (1971)
- Hypothesis (1971)
- Night of the Poetry (1991)

### Compilaties
- The Best of Vangelis (1978)
- To the Unknown Man (1982)
- The Best of Jon & Vangelis (1984) - als Jon & Vangelis
- Magic Moments (1985)
- Themes (1989)
- Greatest Hits (1991)
- Best in Space (1994)
- Chronicles (1994) - als Jon & Vangelis
- Mundo Magico De Vangelis (1995)
- Themes II (1995)
- Portraits (So Long Ago So Clear) (1996)
- Gift (1997)
- Reprise 1990-1999 (2000)
- Cosmos (2002)
- Odyssey (2003)
- The Collection (2012)
- Nocturne: The Piano Album (2019)

### Samenwerkingsprojecten

#### Melina Mercouri
- Si Melina....m'était contée (1973)

#### Irene Papas
- Odes (1979)
- Rhapsodies (1986)

#### Jon Anderson (als Jon and Vangelis)
- Short Stories (1980)
- The Friends of Mr. Cairo (1981)
- Private Collection (1983)
- Page of Life (1991)

### Peter march
- Don't be Foolish (1980)

### Neuronium
- Concert in London (1980)

### Filmografie

#### Films
- Oadelfos mou... o trohonomos (1963)
- 5.000 psemmata (1966)
- To prosopo tis Medousas (1967)
- Sex-Power (1970)
- Frenitis (1971)
- Salut, Jerusalem (1972)
- Amore (1974)
- ¿No oyes ladrar los perros? (1975)
- Ace Up My Sleeve (1976)
- De mantel der liefde (1978)
- Mater amatísima (1980)
- Prkosna delta (1980)
- Death of a Princess televisiefilm (1980)
- Chariots of Fire (1981)
- Missing (1982)
- Blade Runner (1982)
- Nankyoku monogatari (1983)
- The Bounty (1984)
- Wonders of Life (1985)
- Nosferatu a Venezia (1988)
- Francesco (1989)
- Bitter Moon (1992)
- 1492: Conquest of Paradise (1992)
- Kavafis (1996)
- Alexander (2004)
- El Greco (2007)
- Rosetta (2016)

#### Documentaires
- L'apocalypse des animaux documentaireserie (1972)
- Le cantique des créatures: Georges Mathieu ou La fureur d'être (1974)
- Le cantique des créatures: Georges Mathieu ou Le temps différent (1975)
- La fête sauvage (1976)
- L'opéra sauvage documentaireserie (1977)
- Le cantique des créature: Pablo Picasso pintor (1982)
- Sauvage et beau (1984)
- Mouseio Goulandri Fysikis Istorias (1990)
- De Nuremberg à Nuremberg (1994)
- Świadectwo (2008)
- The Seven Sages of Antiquity (2010)
- Rupture: A Matter of Life OR Death (2011)
- Trashed (2012)

### Singles
| Single met eventuele hitnotering(en) in de Nederlandse Top 40 | Datum van verschijnen | Datum van binnenkomst | Hoogste positie | Aantal weken | Opmerkingen      |
| ------------------------------------------------------------- | --------------------- | --------------------- | --------------- | ------------ | ---------------- |
| To the unknown man                                            | 1978                  | 1978                  | 32              | 4            |                  |
| I hear you now                                                | 1980                  | 1980                  | 7               | 8            | met Jon Anderson |
| I'll find my way home                                         | 1982                  | 1982                  | 4               | 10           | met Jon Anderson |
| Chariots of Fire                                              | 1982                  | 1982                  | 12              | 6            |                  |
| Conquest of Paradise                                          | 1995                  | 1995                  | 1(10wk)         | 19           |                  |

### NPO Radio 2 Top 2000
| Nummers met noteringen in de NPO Radio 2 Top 2000 | '99 | '00 | '01 | '02 | '03  | '04  | '05  | '06  | '07  | '08  | '09  | '10  | '11  | '12  | '13  | '14  | '15  | '16 | '17 | '18 | '19 | '20 | '21 | '22 | '23 | '24 |
| ------------------------------------------------- | --- | --- | --- | --- | ---- | ---- | ---- | ---- | ---- | ---- | ---- | ---- | ---- | ---- | ---- | ---- | ---- | --- | --- | --- | --- | --- | --- | --- | --- | --- |
| Chariots of Fire                                  | -   | -   | 807 | 992 | 1128 | 1112 | 1363 | 1229 | 1456 | 1251 | 1528 | 1467 | 1588 | 1110 | 1465 | 1458 | 1942 | -   | -   | -   | -   | -   | -   | -   | -   | -   |
| Conquest of Paradise                              | 157 | 231 | 251 | 248 | 190  | 280  | 356  | 326  | 366  | 290  | 357  | 372  | 313  | 316  | 396  | 304  | 362  | 482 | 497 | 614 | 651 | 629 | 586 | 520 | 578 | 505 |

1. ↑  Een '-' betekent dat het nummer niet was genoteerd en een vetgedrukt getal geeft de hoogste notering van een nummer aan.

## Concerten
Vangelis gaf de laatste jaren van zijn leven slechts zeer sporadisch concerten. Dat was in de late jaren zeventig anders. Slechts één keer gaf hij een concert in Nederland, op 18 juni 1991 in Rotterdam, in het kader van 5 jaar Eureka, met gastoptredens van Markella Hatziano en Jon Anderson. Ook in België gaf hij slechts één concert, op donderdag 17 mei 1979 in het Koninklijk Circus te Brussel.
De opmerkelijkste concerten aan het eind van zijn carrière waren de opvoeringen van het klassiek getinte stuk Mythodea in 2001 in de historische tempel van Zeus in Athene en een concert ter gelegenheid van het United Nations Alliance of Civilizations Forum in Doha, Qatar.

## Beeldende kunst
Naast zijn muzikale loopbaan, bracht Vangelis werk voort als kunstschilder. Zijn werk werd in 2003 voor het eerst geëxposeerd tijdens drie exposities in Valencia. In 2005 werd zijn werk op verschillende plaatsen in Zuid-Amerika tentoongesteld.